# Concierto para saxofón (A. Glazunov)
El Concierto para saxofón alto en mi bemol mayor, op. 109, escrito para orquesta de cuerda (Op. 109) y orquesta completa (Op. 109a) fue escrito en 1935 por Alexandr Glazunov, poco antes de su muerte. 
Glazunov, exiliado por entonces en París, se sentía atraído por la llamativa sonoridad del saxofón (ya había compuesto incluso un cuarteto de saxofones), inventado casi un siglo antes por Adolphe Sax, y que entonces apenas contaba con un pequeño repertorio.
Según algunos saxofonistas clásicos, esta fue la última obra de Glazunov, debido a que la enumeró (op. 109) antes de terminarla. Junto con esta compuso una fantasía para órgano, que se sospecha que compuso antes, a pesar de llevar el op. 110; sobre todo si se tiene en cuenta que Glazunov también hizo un arreglo para orquesta (op. 109a).
El otrora conservador y ultrarromántico compositor sorprendió con una partitura en un único movimiento, de apenas un cuarto de hora de duración, en la que acusa, moderadamente, ciertas influencias modernas inusitadas en él, entre ellas la del jazz.
Tras la muerte de Glazunov se publicó una versión para saxofón y piano, firmada por Glazunov y André Petiot. Curiosamente, Glazunov nunca había aludido a un colaborador en su correspondencia y se sospecha que quizás Petiot tuvo una importancia relevante en la escritura del concierto original. 

## Éxito
Su estreno tuvo lugar en Alemania, de la mano del saxofonista Sigurd Raschèr, quien le encargó y al que va dedicado el concierto. Se convirtió desde el principio en un clásico del repertorio para este instrumento, aunque se desconoce si su compositor escuchó alguna vez su concierto en privado. El concierto en sí es un juego de tonalidades; varias veces en el concierto pasa de mi bemol mayor a si bemol mayor, pasando por si mayor e incluso mi menor. 
El concierto es quizás una influencia clara de su mentor, Franz Liszt, el haberlo compuesto de forma lineal, no obstante podría dividirse en diversas secciones, todas continuas:
- I. Allegro moderato
- II. Andante sostenuto
- Cadenza
- III. Allegro